# Fernmeldeturm Willstätt
Der Fernmeldeturm Willstätt ist ein 108 Meter hoher, nicht öffentlich zugänglicher Fernmeldeturm der Deutschen Telekom AG in der Waldsiedlung westlich des Willstätter Ortsteils Legelshurst im Ortenaukreis in Baden-Württemberg. Er wurde in den 1980er Jahren erbaut. Bei dem Fernmeldeturm handelt es sich um einen Typenturm des Typs FMT 11. Der Fernmeldeturm besitzt vier Antennenplattformen, eine in 50 Meter Höhe (Betriebsgeschoss unten in der Kanzel) und eine in 58 Meter Höhe (auf der Kanzel, zweites Betriebsgeschoss darunter). Die anderen beiden Antennenplattformen befinden sich über der Oberkante des Betriebsgeschosses bzw. der Kanzel und unter der Antenne. Der Turm wurde wie fast alle Typentürme von dem Ingenieur Fritz Leonhardt und dem Architekten Erwin Heinle geplant und von der damaligen Deutschen Bundespost erbaut. Er liegt auf 140 Meter über NN. Von dem Fernmeldeturm aus sendete Hitradio Ohr auf einer Frequenz von 104,9 MHz mit einer Leistung von 5 kW aus einer Höhe von 60 Metern. Mittlerweile wird Hitradio Ohr von diesem Standort nicht mehr abgestrahlt.

## Frequenzen und Programme

### Ehemaliger Analoger Hörfunk (UKW)
| Frequenz (MHz) | Programm     | RDS PS            | RDS PI | Regionalisierung | ERP (kW) | Antennendiagramm rund (ND)/gerichtet (D) | Polarisation horizontal (H)/vertikal (V) |
| -------------- | ------------ | ----------------- | ------ | ---------------- | -------- | ---------------------------------------- | ---------------------------------------- |
| 104,9          | Hitradio Ohr | HITRADIO _O_H_R__ | D40D   | −                | 5        | D (240-170°)                             | H                                        |

### Richtfunk
Vom Fernmeldeturm wird oder wurde Richtfunk gesendet. Darauf deutet ein verbliebener Spiegel hin, welcher auf der Unterkante der Kanzel montiert ist. Außerdem kann man auf alten Bildern des Fernmeldeturms weitere Spiegel erkennen, die aber mittlerweile demontiert wurden.

## Sonstiges
Die Kanzel ist in auffälligem Orange gefärbt.